# Романова, Яна Сергеевна

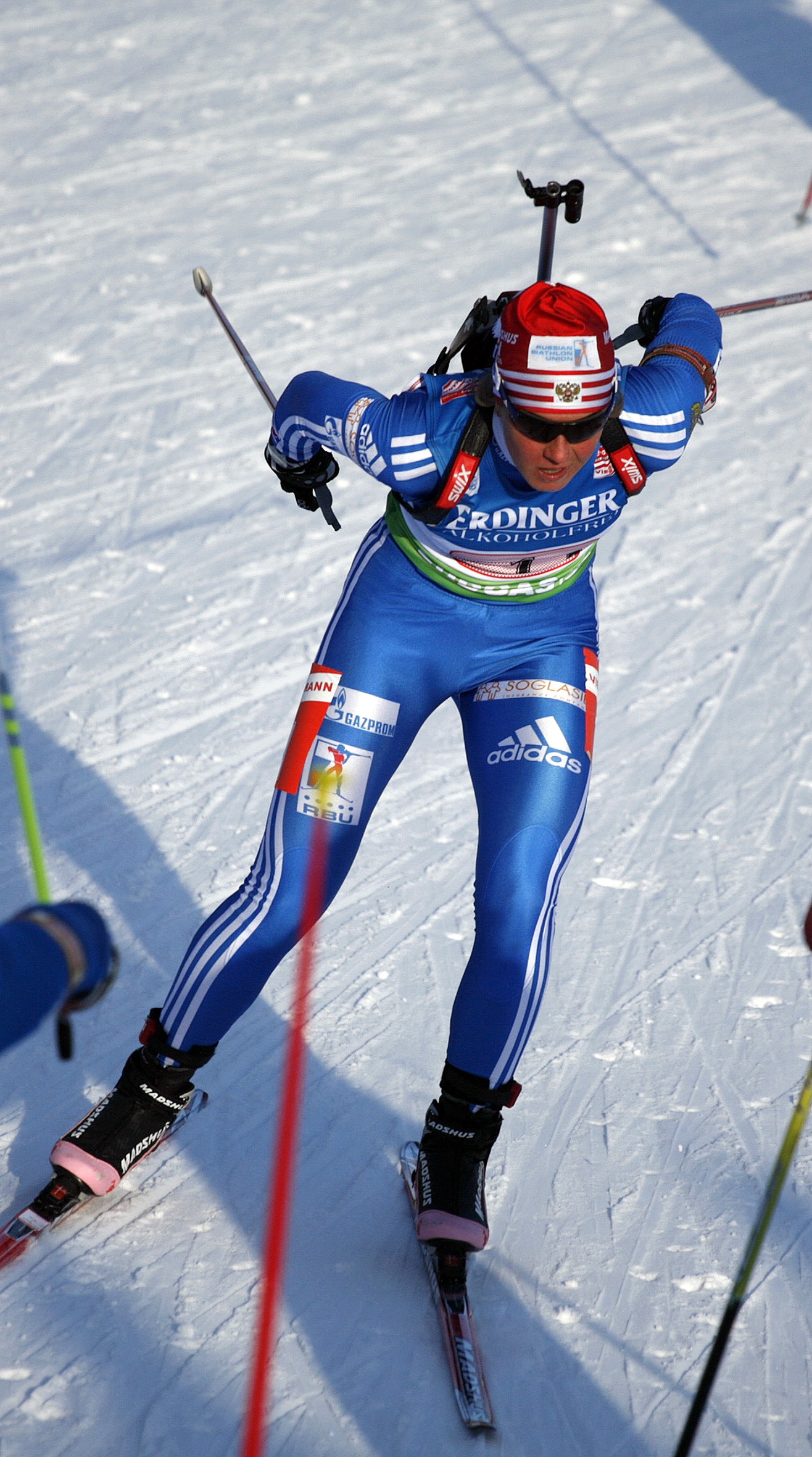
Яна Романова. Смешанная эстафета 2 x 6 + 2 x 7.5, Контиолахти 2010 год.

Я́на Серге́евна Рома́нова (род. 11 мая 1983, Курган) — российская биатлонистка. Заслуженный мастер спорта России (2014), кандидат педагогических наук (2016). Председатель Правления ОРОО «Федерация биатлона Омской области». Пожизненно отстранена от участия в Олимпийских играх (2017), дисквалификация отменена (2020).

## Биография
Яна Сергеевна Романова родилась 11 мая 1983 года в городе Кургане Курганской области.
В 2000 году окончила среднюю школу № 23 города Кургана.

## Биатлонная карьера
Биатлоном начала заниматься в 1998 году в городе Кургане, до этого увлекалась лыжами. Первый тренер — Валерий Самсонович Кондаков, учитель физической культуры школы № 23, заслуженный тренер России.
В 2000 году переехала в город Омск Омской области. Личным тренером Яны Романовой стал заслуженный тренер России Владимир Семенович Анисимов.
С 2001 по 2017 год была спортсменом-инструктором ФГУ «Центр спортивной подготовки сборных команд», Омск.
В 2004 году окончила ФГОУ СПО «Омское государственное училище олимпийского резерва».
В 2007 году окончила Сибирский государственный университет физической культуры и спорта по специальности «Специалист по физической культуре и спорту» и продолжила образование в качестве аспиранта.
В 2011 году окончила аспирантуру по специальности «Теория и методика физического воспитания, спортивной тренировки, оздоровительной и адаптивной физической культуры» в СибГУФК.
С 29 сентября 2015 года была соучредителем и председателем Правления «Благотворительного фонда развития биатлона им. Яны Романовой». 1 августа 2017 года фонд ликвидирован. Ликвидировать фонд просила сама Романова: «Поскольку я стала председателем омской Федерации, то решила, что те цели, которые ставились перед Фондом в момент его создания в 2014 году, будет проще воплощать в жизнь через Федерацию биатлона — развивать и популяризировать спорт, привлекать спонсоров. Кроме того, движений по счёту Фонда практически не было, спонсоров, готовых помочь нашей организации, оказалось очень мало. Поэтому и было принято такое решение.».
С 24 мая 2016 года председатель Правления Омской региональной общественной организации «Федерация биатлона Омской области».
В 2016 году защитила кандидатскую диссертацию «Комплексный индивидуальный подход к совершенствованию техники стрельбы биатлонистов высокой квалификации». Присвоена учёная степень кандидата педагогических наук.

### Российские старты
В марте 1998 года на первенстве России среди девушек среднего возраста в Екатеринбурге заняла второе место в гонке на 6 километров и вместе с Анисимовой из Магнитогорска стала победителем в эстафете.
В 1999 году заняла второе место в спринте на 4 километра в летнем первенстве России по биатлону среди юношей и девушек 1983 года рождения, выиграла зональные соревнования среди девушек старшего возраста.
В сезоне 2009/2010 выиграла чемпионат России завоевав золотые медали во всех личных дисциплинах (спринт, гонка преследования, масс-старт и марафон). В сезоне 2011/2012 выиграла индивидуальную гонку на турнире Ижевская винтовка.

### Кубок мира
- В Кубке мира дебютировала 19 января 2008 года (сезон 2007/08) в рамках 6-го этапа в итальянской Антерсельве в спринтерской гонке, показав 13-й результат.[12]
- За сборную России в эстафете дебютировала в сезоне 2009/10 — на этапе Кубка мира в австрийском Хохфильцене российская четвёрка Слепцова / Булыгина / Романова / Зайцева на 3,8 секунды опередила французскую сборную.[13]
- В этом же сезоне была одержана первая личная победа — на завершающем сезон этапе Кубка мира в Ханты-Мансийске: в спринте Яна была самой быстрой из самых точных, что и предопределило её первую кубковую победу.[14]

### Олимпийские игры

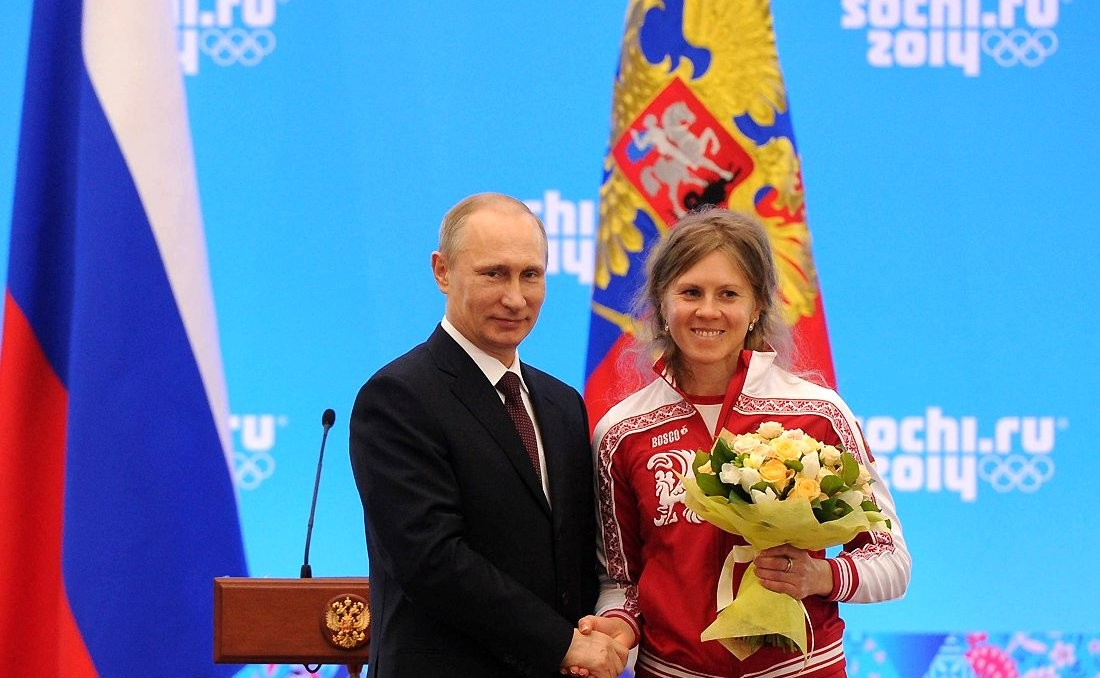
Серебряный призёр Олимпийских игр 2014 в биатлоне Яна Романова во время награждения медалью ордена «За заслуги перед Отечеством» первой степени

Участвовала в Олимпийских играх 2010 в Ванкувере, выступала в индивидуальной гонке и заняла 56 место.
Вошла в состав российской сборной на Олимпийские игры в Сочи в 2014 году. В спринтерской олимпийской гонке Яна Романова заняла 19-е место. В гонке преследования Романова заняла 23 место, в индивидуальной гонке — 53 место. 21 февраля 2014 года в составе женской команды участвовала в эстафете (Яна Романова, Ольга Зайцева, Екатерина Шумилова, Ольга Вилухина), заняла 2-е место.
В мае 2015 года Яна Романова объявила о завершении спортивной карьеры.

### Дисквалификация
27 ноября 2017 года решением Международного олимпийского комитета за нарушение антидопинговых правил лишена серебряной медали зимней Олимпиады 2014 года и пожизненно отстранена от участия в Олимпийских играх.
В декабре 2017 года была подана апелляция. По просьбе сторон разбирательство было отложено до середины 2019 года. Все три арбитражные процедуры рассматривались одной и той же коллегией арбитров: председатель Жак Раду (Jacques Radoux), Люксембург, королевский адвокат профессор Филипп Сэндс, Великобритания и профессор Петрос Мавроидис (Petros C. Mavroidis), Греция. Общее слушание состоялось 2 и 3 марта 2020 года.
24 сентября 2020 года Спортивный арбитражный суд пришёл к выводу, что ни одно из деяний, предположительно совершённых Вилухиной и Романовой, не было установлено, и все их индивидуальные результаты на Олимпийских играх в Сочи были восстановлены.
Зайцева употребляла запрещённое вещество и применила запрещённый метод (замещение мочи). Решение МОК по её вопросу подтверждено, за одним исключением: Зайцеву дисквалифицировали на период зимних Олимпийских игр, следующих за Зимними Олимпийскими играми в Сочи (то есть Пхёнчхан-2018) вместо пожизненного запрета на все Олимпийские игры. В связи с этим, дисквалификация результатов, достигнутых сборной России в женской биатлонной эстафете 4х6 км и в эстафете смешанного биатлона на Олимпиаде в Сочи, была оставлена в силе.

#### Статистика выступлений в Кубке мира
| Сезон | Дисциплина                           | Этапы  | Этапы  | Этапы   | Этапы  | Этапы  | Этапы   | Этапы  | Этапы  | Этапы  | Этапы   | Итог (очки/место) (по дисциплинам) | Итог (очки/место) (по дисциплинам) | Итог (очки/место) (общий)7 | Итог (очки/место) (общий)7 |
| Сезон | Дисциплина                           | 1      | 28     | 3       | 4      | 5      | 6       | 7      | 8      | 9      | 10      | Итог (очки/место) (по дисциплинам) | Итог (очки/место) (по дисциплинам) | Итог (очки/место) (общий)7 | Итог (очки/место) (общий)7 |
| --- | ------------------------------------ | ------ | ------ | ------- | ------ | ------ | ------- | ------ | ------ | ------ | ------- | ---------------------------------- | ---------------------------------- | -------------------------- | -------------------------- |
| 2007/08 | ИГ                                   | -      | -      | -       | -      | -      | -       | ЧМ 7   | -      | -      | -       | 32                                 | 21                                 | 57                         | 46                         |
| 2007/08 | Спринт                               | -      | -      | -       | -      | -      | Ант 13  | -      | -      | Хан 39 | Хол 58  | 20                                 | 48                                 | 57                         | 46                         |
| 2007/08 | ГП                                   | -      | -      | -       | -      | -      | Ант 26  | -      | -      | Хан 34 | Хол 40  | 5                                  | 55                                 | 57                         | 46                         |
| 2008/09 | ИГ                                   | -      | -      | -       | -      | -      | -       | ЧМ 24  | Ван 26 | -      | -       | 32                                 | 41                                 | 139                        | 45                         |
| 2008/09 | Спринт                               | -      | -      | -       | -      | -      | Ант 13  | -      | Ван 34 | Тро 26 | Хан 38  | 53                                 | 49                                 | 139                        | 45                         |
| 2008/09 | ГП                                   | -      | -      | -       | -      | -      | Ант 18  | -      | -      | Тро 26 | Хан 25  | 54                                 | 36                                 | 139                        | 45                         |
| 2009/10 | ИГ                                   | Эст 21 | -      | Пок 4   | -      | -      | Ант 14  | ОИ 56  | -      | -      | -       | 90                                 | 10                                 | 416                        | 23                         |
| 2009/10 | Спринт                               | Эст 93 | Хох 32 | Пок 74  | -      | Руп 10 | Ант 53  | -      | Кон 25 | Хол 4  | Хан 1   | 159                                | 22                                 | 416                        | 23                         |
| 2009/10 | ГП                                   | -      | Хох 35 | -       | -      | -      | Ант 28  | -      | Кон 16 | Хол 9  | -       | 76                                 | 30                                 | 416                        | 23                         |
| 2009/10 | Масс-старт                           | -      | -      | -       | -      | Руп 22 | -       | -      | -      | Хол 6  | Хан 8   | 91                                 | 23                                 | 416                        | 23                         |
| 2009/10 | Эстафета                             | -      | Хох 1  | -       | -      | Руп 2  | -       | -      | -      | -      | -       |                                    | 1                                  | 416                        | 23                         |
| 2010/11 | ИГ                                   | Эст 5  | -      | Пок 28  | -      | Руп 10 | -       | -      | -      | ЧМ 37  | -       | 88                                 | 15                                 | 338                        | 27                         |
| 2010/11 | Спринт                               | Эст 17 | Хох 23 | -       | Обе 27 | Руп 13 | Ант 29  | Пре 45 | Фор 28 | -      | -       | 109                                | 31                                 | 338                        | 27                         |
| 2010/11 | Преследование                        | Эст 49 | Хох 14 | -       | -      | Руп 19 | -       | Пре 35 | Фор 28 | -      | -       | 68                                 | 30                                 | 338                        | 27                         |
| 2010/11 | Масс-старт                           | -      | -      | -       | Обе 18 | -      | Ант 14  | -      | Фор 18 | -      | -       | 73                                 | 26                                 | 338                        | 27                         |
| 2011/12 | ИГ                                   | Эст 67 | -      | -       | -      | -      | -       | -      | -      | ЧМ 17  | -       | 24                                 | 38                                 | 99                         | 50                         |
| 2011/12 | Спринт                               | -      | Хох 50 | -       | -      | -      | -       | -      | Лах 18 | -      | Хан 38  | 26                                 | 57                                 | 99                         | 50                         |
| 2011/12 | Преследование                        | -      | Хох 34 | -       | -      | -      | -       | -      | Лах 11 | -      | Хан 29  | 49                                 | 40                                 | 99                         | 50                         |
| 2013/14 | ИГ                                   | Эст -  | -      | -       | -      | Руп 37 | -       | ОИ 53  | -      | -      | -       | 4                                  | 55                                 | 313                        | 25                         |
| 2013/14 | Спринт                               | Эст 33 | Хох -  | Анси 28 | Обе 11 | -      | Ант 5   | ОИ 19  | Пок 13 | Кон 36 | Хол 51  | 132                                | 27                                 | 313                        | 25                         |
| 2013/14 | Спринт                               | Эст 33 | Хох -  | Анси 28 | Обе 11 | -      | Ант 5   | ОИ 19  | Пок 13 | Кон 33 | Хол 51  | 132                                | 27                                 | 313                        | 25                         |
| 2013/14 | Преследование                        | Эст -  | Хох -  | Анси 13 | Обе 15 | Руп 28 | Ант DNS | ОИ 23  | Пок 19 | Кон 13 | Хол DNS | 117                                | 27                                 | 313                        | 25                         |
| 2013/14 | Масс-старт                           | -      | -      | -       | Обе 18 | -      | -       | ОИ -   | Пок 18 | -      | Хол 27  | 60                                 | 17                                 | 313                        | 25                         |
| 2013/14 | Эстафета                             | -      | Хох -  | Анси -  | -      | Руп -  | Ант -   | ОИ 2   | -      | -      | -       | -                                  | -                                  | 313                        | 25                         |
| 2013/14 | Смешанная эстафета                   | Эст -  | -      | -       | -      | -      | -       | ОИ -   | -      | -      | -       | -                                  | -                                  | 313                        | 25                         |
| 2014/15 | Индивидуальная гонка                 | Эст 22 | -      | -       | -      | -      | -       | -      | Хол -  | Кон 31 | -       | 29                                 | 35                                 | 153                        | 44                         |
| 2014/15 | Спринт                               | Эст 35 | Хох 15 | Пок 56  | Об DNS | Руп 35 | Ант 42  | Нов -  | Хол 30 | Кон -  | ХМ DNS  | 49                                 | 54                                 | 153                        | 44                         |
| 2014/15 | Преследование                        | Эст 16 | Хох 21 | Пок 50  | -      | -      | Ант 27  | Нов -  | -      | Кон -  | ХМ -    | 59                                 | 36                                 | 153                        | 44                         |
| 2014/15 | Масс-старт                           | -      | -      | Пок 23  | Об -   | Руп -  | -       | -      | -      | Кон -  | ХМ -    | 16                                 | 36                                 | 153                        | 44                         |
| 2014/15 | Эстафета                             | -      | Хох 8  | -       | Об 7   | Руп 8  | Ант 4   | -      | Хол 5  | Кон -  | -       | -                                  | -                                  | 153                        | 44                         |
| 2014/15 | Смешанная эстафета                   | Эст 12 | -      | -       | -      | -      | -       | Нов -  | -      | Кон 10 | -       | -                                  | -                                  | 153                        | 44                         |
| 2014/15 | Экспериментальная смешанная эстафета | -      | -      | -       | -      | -      | -       | Нов 1  | -      | -      | -       | -                                  | -                                  | 153                        | 44                         |
| Примечание: НФ — стартовала в гонке, но не финишировала (или же отстала на круг и более от лидера). НК — не набрала очков в этот зачёт Кубка мира. DNS — не стартовала. |                                      |        |        |         |        |        |         |        |        |        |         |                                    |                                    |                            |                            |
| По состоянию на 22 марта 2015 года |                                      |        |        |         |        |        |         |        |        |        |         |                                    |                                    |                            |                            |

## Тренеры
- Первый тренер — Валерий Самсонович Кондаков.
- Личный тренер — Владимир Семёнович Анисимов.

## Экипировка
- Винтовка — Би-7-4
- Лыжи — MADSHUS

## Награды и звания
- Медаль ордена «За заслуги перед Отечеством» I степени (24 февраля 2014 года) — за большой вклад в развитие физической культуры и спорта, высокие спортивные достижения на XXII Олимпийских зимних играх 2014 года в городе Сочи[23][24].
- Медаль «За укрепление боевого содружества» (Минобороны, 2014 год) — за большой вклад в развитие физической культуры и спорта, высокие спортивные достижения на XXII Олимпийских зимних играх 2014 года[25]
- Заслуженный мастер спорта России (24 февраля 2014 года)[26].
- Мастер спорта России (2002 год)

## Политическая деятельность
4 апреля 2016 года спортсмен-инструктор ФГУ «Центр спортивной подготовки сборных команд» беспартийная Романова Я. С. зарегистрирована участником предварительного голосования по кандидатурам для последующего выдвижения от Партии «ЕДИНАЯ РОССИЯ» кандидатов в депутаты Государственной Думы СФ РФ (Праймериз «Единой России») в Омской области. Заняла 2-е место, набрав 18,28 % голосов.

## Научные труды
Михалев В. И., Аикин В. А., Реуцкая Е. А., Романова Я. С. Специальная подготовленность высококвалифицированных биатлонистов и технология её повышения в годичном макроцикле. — Омск: Изд-во СибГУФК, 2018. — 151 с. — 500 экз. — ISBN 978-5-91930-103-5.